# Playmobil

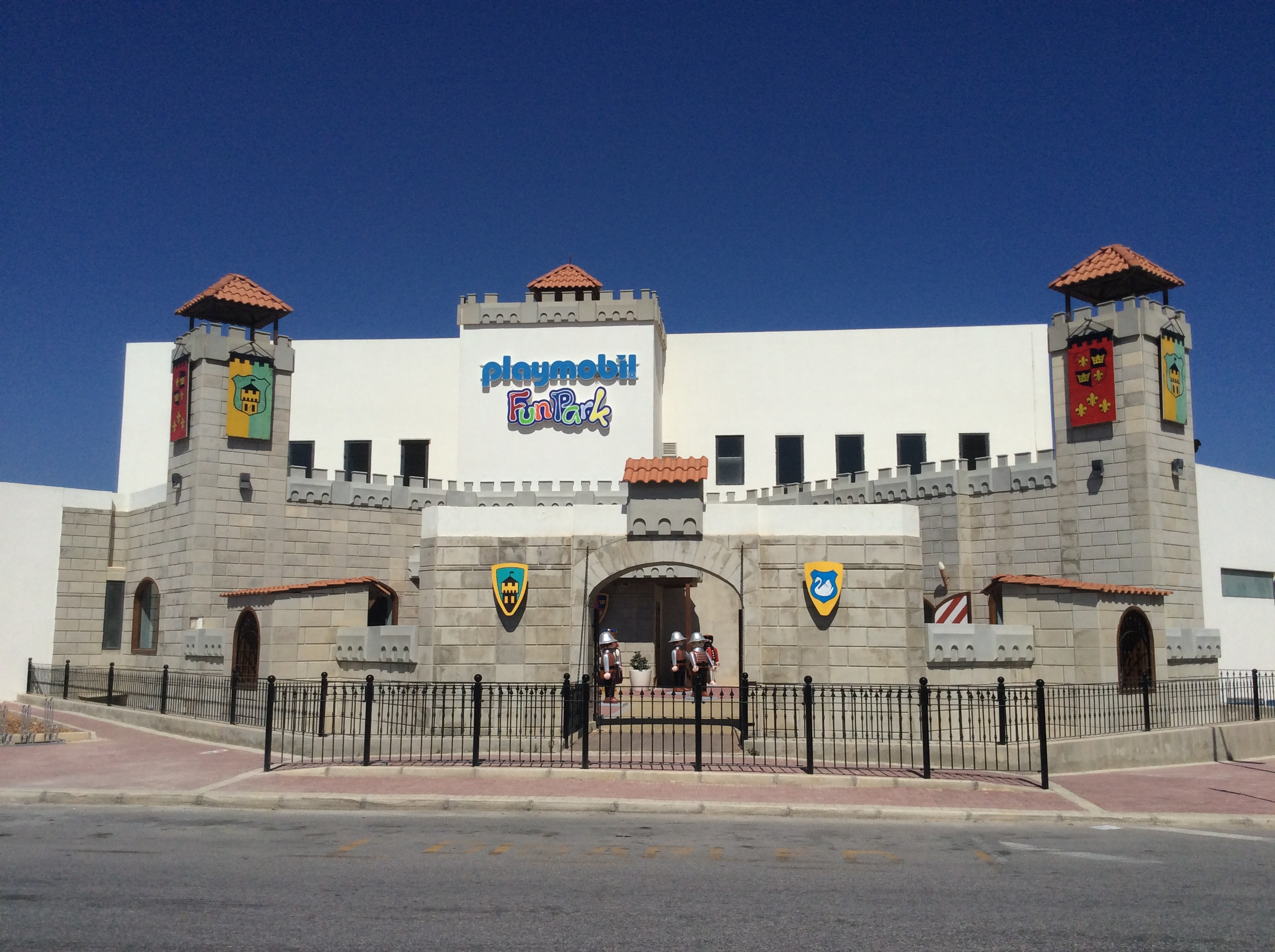
Playmobil FunPark (Malta), fabryka i park rozrywki na Malcie

Playmobil (wym. plāy-mō-bēēl) – seria zabawek z tworzywa sztucznego, produkowanych od 1974 roku przez niemieckie przedsiębiorstwo Geobra Brandstätter Stiftung & Co. KG z siedzibą w Zirndorf w Bawarii.

## Opis
Zabawki Playmobil są wytwarzane w Niemczech, Hiszpanii, Czechach i na Malcie. Podstawą systemu jest uśmiechnięta figurka (ludzik) Playmobil o wysokości 7,5 cm, z obracającą się głową i ruchomymi kończynami.
W 2000 roku obok centrali firmy został uruchomiony Playmobil FunPark (zaczątki w 1991 roku), świat Playmobil w dużym formacie. W 2010 roku geobra Brandstätter ze swoją marką Playmobil stała się największym niemieckim producentem zabawek. Do 2009 roku zostały wyprodukowane ponad 2 miliardy figurek. Playmobil stał się wówczas trzecim co do wielkości producentem zabawek na świecie (po duńskim Lego i amerykańskim Mattelu). Do 2020 roku firma wytworzyła około 3,5 miliarda figurek.